# Ateuchus ginae
Ateuchus ginae là một loài bọ cánh cứng trong họ Bọ hung (Scarabaeidae).